# Лукас Перес
Лукас Перес Мартінес (ісп. Lucas Pérez Martínez; нар. 10 вересня 1988, Ла-Корунья, Іспанія) — іспанський галісійський футболіст, нападник нідерландського «ПСВ».

## Біографія

### Виступи в Іспанії
Лукас народився 10 вересня 1988 в Ла-Коруньї. Ріс без матері, яка його залишила ще зовсім маленьким, тому виховували Лукаса бабуся та дідусь.
Пройшовши футбольну школу «Депортиво Алавеса», а пізніше «Монтанероса» та «Орденеса», 2007 року Лукас уклав перший професійний контракт із іменитим мадридським «Атлетико», проте виступав з 2007 до 2009 року лише за третю команду «матрацників».
Влітку форвард перейшов в інший столичний клуб — «Райо Вальєкано», де став грати за другу команду. Забивши за другий склад цього клубу 2009 року 20 м'ячів, Лукас звернув на себе увагу тренерів першої команди, де Лукас і замінив відсутнього через травму Давіду Агансо. Свій перший гол за основу «Райо Вальєкано» Лукас забив у матчі Сегунди проти «Вальядоліда», який став для нього єдиним у чемпіонаті.
Своєю грою влітку 2010 року Лукас викликав зацікавленість ряду іспанських клубів, таких як «Вільярреал», «Сельта», «Реал Сарагоса», «Хетафе», «Вальядолід» та «Альмерія», але футболіст залишився в Мадриді.

### «Карпати»
На початку 2011 року Лукас підписав контракт з львівськими «Карпатами» на 3 роки. На одному з матчів «Райо» форварда помітив провідний скаут львівських «Карпат» Ігор Йовичевич. Найголовнішим мотивом переїзду Лукаса до Львова було бажання грати в єврокубках.

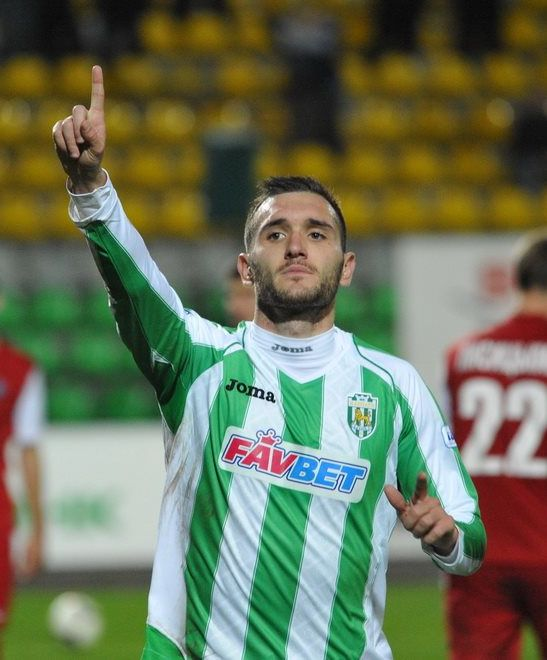
Нападник забив 3 м'ячі в домашній грі проти «Кривбаса». Результат 6:0 — найбільша перемога «Карпат» у чемпіонатах України (2012 рік)

Дебютувавши за «левів», іспанець відразу виграв трофей. У січні 2011 року «Карпати» виграли товариський турнір Copa del Sol, перегравши у фіналі донецький «Шахтар».
Дебютував у Прем'єр-лізі України 6 березня 2011 року в Києві проти «Арсенала». Іспанський легіонер вийшов на поле у стартовому складі, отримав попередження і був замінений на 61-й хвилині на Михайла Кополовця.
Загалом у весняній частині сезону 2010/11 Лукас зіграв у восьми матчах чемпіонату, а вже з наступного сезону Лукас став одним із ключових гравців «Карпат». Він провів 26 ігор у чемпіонаті, 23 з яких — в основі. Крім того зіграв у чотирьох кубкових матчах, та у чотирьох матчах Ліги Європи.
Свій перший гол в чемпіонаті України Лукас забив у першому домашньому матчі «Карпат» у новому сезоні 17 липня 2011 року у грі проти одеського «Чорноморця». Матч завершився з рахунком 1-1. Протягом того сезону Лукас забив ще п'ять голів. Крім того Лукас узяв участь в обох перемогах «Карпат» над ірландським клубом «Сент-Патрікс Атлетік», двобоєм з яким «Карпати» розпочали новий єврокубковий сезон. Однак вже в наступній дуелі в раунді плей-оф «леви» поступилися грецькому ПАОКу. Після поразки в Салоніках, у Львові арбітр не зарахував чистий гол Лукаса за рахунку 0:1. Проте іспанець згодом таки забив єдиний гол львів'ян із пенальті, а матч завершився внічию 1:1 і «біло-зелені» завершили єврокубковий сезон.
Ранній виліт з єврокубків позначився на гра команди: в чемпіонаті «Карпати» ледве врятувалися від вильоту, посівши третє місце з кінця. Проте в боротьбі за Кубок України «біло-зелені» за допомогою Лукаса несподівано дійшли аж до півфіналу, в якому поступилися донецькому «Металургу» в серії післяматчевих пенальті.
У сезоні 2012/13 Лукас продовжив бути лідером атакуючої ланки «Карпат», віддаючи результативні передачі та забиваючи важливі голи. Особливо успішним для іспанця став матч 14-го туру проти «Кривбасу», в якому Лукас зробив хет-трик. Всього до кінця року Лукас зіграв у 17 матчах чемпіонату, в яких забив вісім голів, один із яких із пенальті.

### «Динамо»
1 березня 2013 року Лукас на правах оренди до кінця сезону з правом викупу перейшов у київське «Динамо», ставши першим іспанцем в історії команди. Проте через тривалі переговори Лукаса і «Карпат» з приводу нового контракту, а потім Лукаса і «Динамо» з приводу переходу в київський клуб, нападник пропустив всю зимову підготовку і приєднався до «Динамо» лише в останній день трансферного вікна. Він був далекий від оптимальної форми і головний тренер киян Олег Блохін висловив побажання, щоб форвард набирав форму в матчах за дубль. Лукас відмовився грати в молодіжці і переконував, що готовий грати в основі. Тільки в березні в матчах молодіжної команди він погодився вийти на поле. Через конфлікт з Блохіним Лукас так і не провів за основну команду жодного матчу, граючи до кінця сезону виключно в дублі (7 матчів, 2 голи), після чого «Динамо» відмовилося викупати трансфер іспанця і він покинув клуб.

### ПАОК
7 липня 2013 року стало відомо, що Лукас першу половину сезону 2013/2014 проведе в оренді в грецькому клубі ПАОК. Після закінчення оренди Лукас до Львова так і не повернувся, а греки повністю викупили контракт гравця. При цьому львівський клуб зберіг за собою 30 відсотків економічних прав на гравця у разі його переходу в третій клуб. Всього за сезон Лукас зіграв у 32 матчах чемпіонату, забив 9 голів і увійшов у п'ятірку найкращих гравців чемпіонату.

### «Депортіво»
Влітку 2014 року Лукас на правах оренди став гравцем галісійської клубу «Депортіво», який повернувся у Прімеру. Футболіст погодився піти на зниження зарплати через бажання грати в головному клубі свого рідного міста. За наступний сезон Мартінес зіграв в 21 матчі чемпіонату, в яких забив шість голів і віддав три результативні паси. Після цього в серпні 2015 року ла-корунська команда викупила трансфер гравця і підписала з ним чотирирічний контракт.
12 грудня 2015 року у виїзному матчі проти «Барселони» відзначився голом та результативною передачею, чим допоміг своїй команді здобути нічию після двох пропущених м'ячів. Матч закінчився з рахунком 2-2.

### «Арсенал»
В червні 2016 року Лукаса Пересе за 17 мільйонів фунтів купив лондонський «Арсенал». Але закріпитись в складі Канонірів Перес не зумів і через рік відправився в оренду до «Депортіво».

### «Вест Гем»
Влітку 2018 року «Арсенал» вирішив продати Лукаса Переса в «Вест Хем». За Молотобойців Перес зіграв за сезон 19 матчів у всіх турнірах, забивши 6 голів.

### «Алавес»
На початку літнього трансферного вікна 2019 року Перес був проданий в «Алавес».

## Виступи за збірні
Виступав у складі збірної Галісії, за яку провів два матчі.

## Досягнення
«Арсенал»
- Володар Кубка Англії: 2016–17

ПСВ
- Чемпіон Нідерландів: 2024–25